# Třída ASW-SWC
Třída ASW-SWC je třída perspektivních protiponorkových korvet indického námořnictva. Jejich indické označení je Anti Submarine Warfare Shallow Water Craft, tedy protiponorková plavidla s malým ponorem. Jejich hlavním úkolem je protiponorkový boj v pobřežních vodách. Sekundárně mohou sloužit jako minonosky, nebo i k dalším úkolům, hlídkování, nebo mise SAR. Celkem bylo objednáno 16 jednotek této třídy. Ve službě nahradí korvety třídy Abhay.

## Stavba
V roce 2014 indické námořnictvo zahájilo soutěž na novou generaci protiponorkových korvet. V soutěži uspěly indické loděnice Cochin Shipyard Limited (CSL) v Kóčinu a Garden Reach Shipbuilders & Engineers (GRSE) v Kalkatě. V dubnu 2016 tyto loděnice získaly zakázky na stavbu celkem 16 korvet této třídy, Každá postaví po osmi jednotkách. GRSE produkce čtyř z nich následně svěřil loděnici L&T Shipbuilding v Kattupalli, Čennaí.
Dodávky jsou plánovány na roky 2022–2026. Slavnostní první řezání oceli proběhlo v loděnici Cochin Shipyard v prosinci 2020. Kýl prototypové jednotky byl založen 6. srpna 2021.
Jednotky třídy ASW-SWC:
| Jméno         | Loděnice | První řezání oceli | Založení kýlu     | Spuštěna           | Vstup do služby | Status    |
| ------------- | -------- | ------------------ | ----------------- | ------------------ | --------------- | --------- |
| Abhay (P33)   | L&T      |                    | 13. června 2023   | 25. října 2024     |                 | ve stavbě |
| Ajay (P34)    | GRSE     |                    | 10. května 2024   | 21. července 2025  |                 | ve stavbě |
| Akshay (P35)  | GRSE     |                    | 31. prosince 2022 | 13. března 2024    |                 | ve stavbě |
| Agray (P36)   | GRSE     |                    | 31. prosince 2022 | 13. března 2024    |                 | ve stavbě |
| Arnala (P68)  | L&T      | 31. prosince 2020  | 6. srpna 2021     | 20. prosince 2022  | 18. června 2025 | aktivní   |
| Androth (P69) | GRSE     |                    | 21. prosince 2021 | 21 března 2023     |                 | ve stavbě |
| Anjadip (P73) | L&T      | 14. července 2021  | 17. června 2022   | 13. června 2023    |                 | ve stavbě |
| Amini (P75)   | L&T      | 14. července 2021  | 17. června 2022   | 16. listopadu 2023 |                 | ve stavbě |
| Mahe (P80)    | CSL      | 1. prosince 2020   | 30. srpna 2022    | 30. listopadu 2023 |                 | ve stavbě |
| Malvan (P81)  | CSL      |                    | 21. února 2023    | 30. listopadu 2023 |                 | ve stavbě |
| Mangrol (P82) | CSL      |                    | 21. února 2023    | 30. listopadu 2023 |                 | ve stavbě |
| Malpe (P83)   | CSL      | 1. prosince 2021   | 8. prosince 2023  | 9. září 2024       |                 | ve stavbě |
| Mulki (P84)   | CSL      | 1. prosince 2021   | 8. prosince 2023  | 9. září 2024       |                 | ve stavbě |
| Magdala       | CSL      | 30. srpna 2022     | 17. prosince 2024 |                    |                 | ve stavbě |
| Machilipatnam | CSL      | 30. srpna 2022     | 29. ldena 2025    |                    |                 | ve stavbě |
|               | CSL      | 16. prosince 2022  | 29. května 2025   |                    |                 | ve stavbě |

## Konstrukce

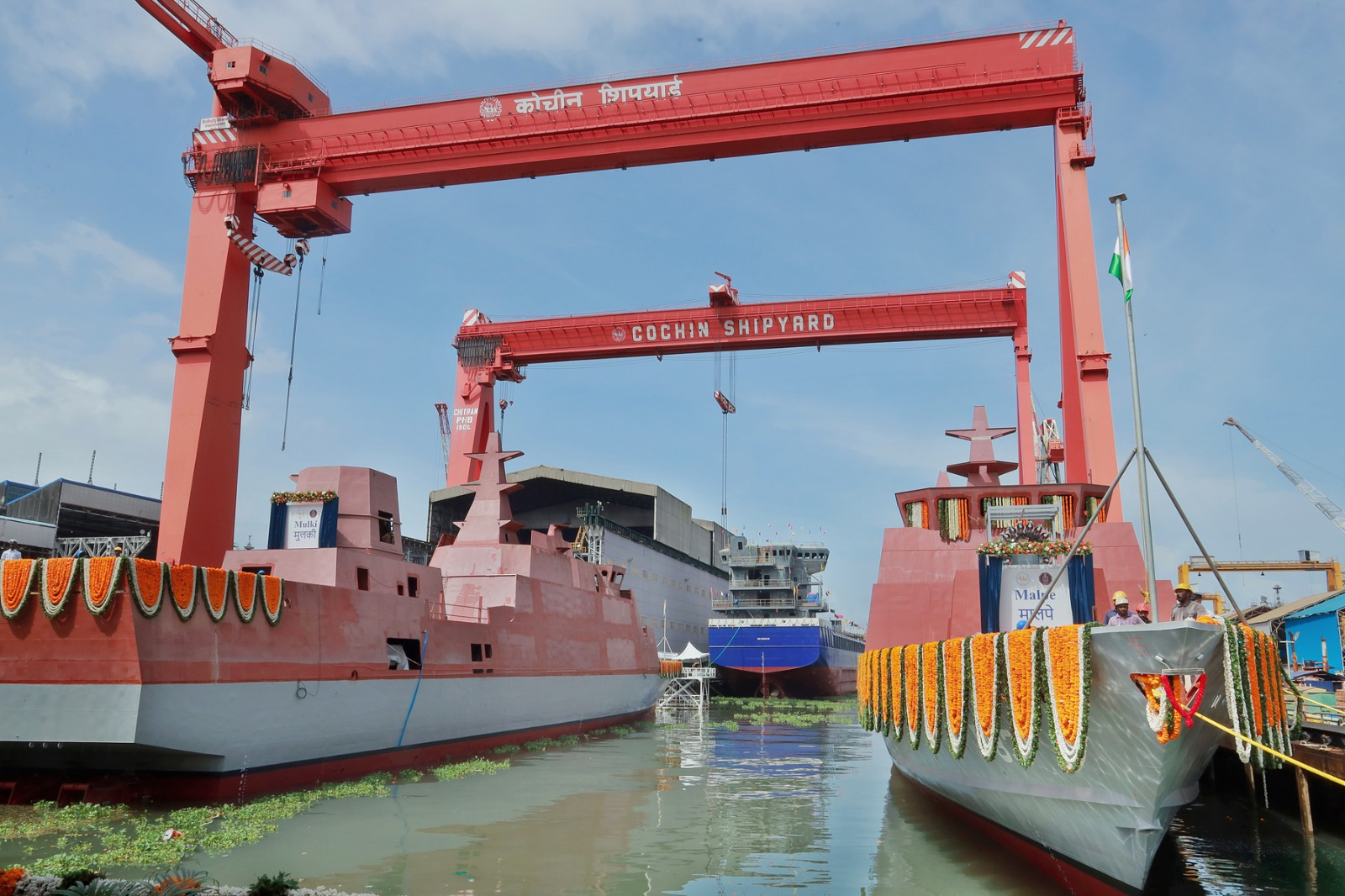
INS Malpe a INS Mulki během stavby

V konstrukci plavidel jsou široce uplatněna opatření na redukci signatur. Budou vybavena trupovým sonarem DRDO Abhay a nízkofrekvenčním sonarem s měnitelnou hloubkou ponoru. Hlavňovou výzbroj tvoří 30mm kanón ve věžičce na přídi a dva 12,7mm kulomety v dálkově ovládaných stanicích (licenční verze od izraelské společnosti Elbit Systems). K ničení ponorek slouží dvanáctihlavňový vrhač raketových hlubinných pum RBU-6000 a šest lehkých 324mm protiponorkových torpédometů, ze kterých jsou vypouštěna lehká torpéda Advanced Light Weight Torpedo (ALWT). Ze zádě jsou dále spouštěny námořní miny. Pohonný systém tvoří diesely pohánějící vodní trysky. Nejvyšší rychlost je 25 uzlů. Dosah je 1800 námořních mil při rychlosti 14 uzlů.